# レッツノート

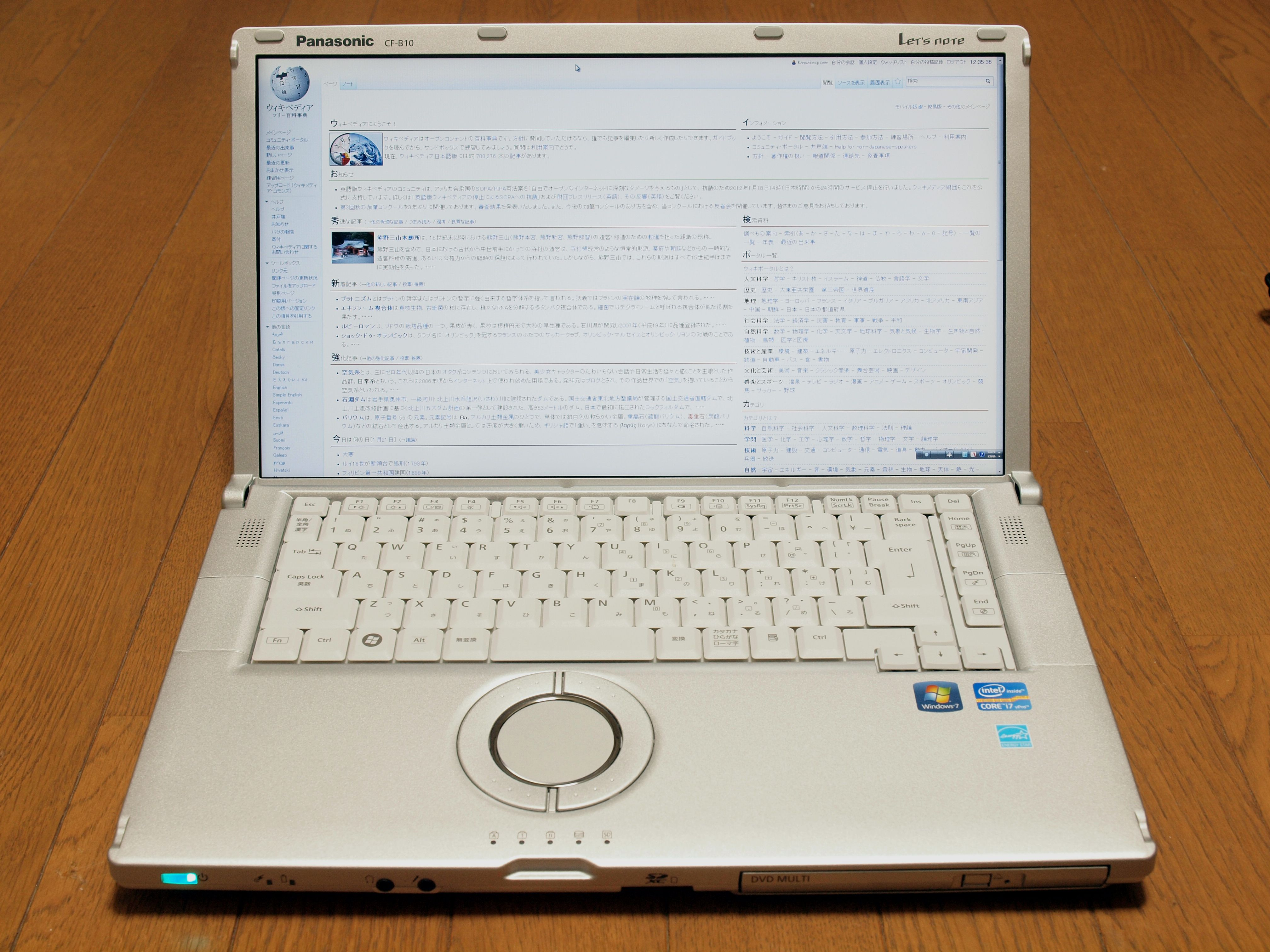
レッツノートCF-B10BWJYS
（法人向けモデル、2011年）

レッツノート（Let's note）は、パナソニック コネクトが販売するノートパソコンのシリーズ名である。
2022年3月まではパナソニック（現パナソニックホールディングス）が販売していたが、パナソニックグループの持株会社制移行に伴い、同年4月以降はパナソニック コネクトが扱っている。

## 特徴
高価でも全体的に高い品質を前面に打ち出した製品により、長く顧客の信頼を繋ぎ止めている。
発売以降、ほぼ一貫してモバイルPCに徹しており、販売ターゲットは、同じノングレア液晶でマグネシウムボディのビジネス向けという特徴が近いレノボのThinkPad Xシリーズと競合している。HP社、Dell製品などもライバルとなる。価格設定としては他社製品が廉価になってきたのに対して依然としてその3倍程度の高い価格帯を維持しているが、他社よりもスイッチオンからの動作の最適化が進んでおり起動が速く、用途や画面サイズの競合する機種同士では300グラム（ジュース一本分）ほど軽く、自社製の強みのあるバッテリー持続時間も長い。
古くは、光学式のトラックボールを内蔵したモデルがあったが、その後ノートパソコンの薄型・軽量化の流行により、タッチパッド内蔵のモデルのみとなっている。近年のモデルでは丸型のタッチパッドを搭載し、また軽量かつ頑丈で、さらに長時間のバッテリ駆動が可能であることを特徴としている。またW/Yシリーズでは専用に開発したトップローディング型の CD/DVD-ROM (MULTI)ドライブを内蔵し、注目を集めた。円形のタッチパッドを囲むようにカーソルキーを配置する、独特のデザインも特徴の1つ。
チップセット内蔵（Core iファミリー搭載機種ではCPU内蔵）のグラフィックアクセラレータを使用しているため、3D性能は弱い（ただし、Thunderbolt 3を早くから搭載しているので、外付けGPUを状況に応じて利用することは可能。2021年秋冬モデルでは、FVとSVの廉価モデルを除く全てがインテルIris Xeグラフィックスを搭載している）。2007年以前は、ほとんどの機種がファンレス構造であったが、CPUやチップセットの発熱量の増加に伴って2007年秋の製品からファンを搭載するようになった。
古くはサイズと可搬性などにより「レッツノートmini」「レッツノートAce」などといったクラス名が使用されていたが、2002年3月に発売された「CF-R1RCXR」以降「CF-R8FW1AJR」まで「レッツノートLIGHT」で統一している。なおCF-R8G以降はセキュリティチップ等の削減を図った廉価モデルのみLIGHTのクラス名が付く。
また、企業向けとして「レッツノートPRO」のラインがある。基本的にハードウェア構成は、市販のLIGHTの同クラス機種と同じである。相違点として、同梱アプリケーションが無く、保証が三年に延長されている点が挙げられる。また企業ユースを考え、現行OS搭載モデルの他に一つ古いバージョンのOS搭載モデルが存在する。LIGHT と PRO は、先頭四文字より後ろの型番で区別されており、2007年3月現在、メーカーホームページで確認が可能である。
姉妹機に、法人向けに「PRONOTE」シリーズ（現在は個人向けの”レッツノート”に統合）、過酷な条件下でも使用可能な「TOUGHBOOK」シリーズがあり、海外では「レッツノート」シリーズも「Toughbook Light」として販売されている。姉妹機の防塵仕様モデルには軍納入モデルがあり、アメリカ軍などで納入されたことがある。
他のPCメーカーはコスト削減の為に生産拠点を海外に移転して日本に輸入するケースがあるが、レッツノートの現在の生産は一貫して日本（神戸）である。
高価格帯に属するノートパソコンとしては視野角が狭いなど液晶の品質が低かったが、近年はIPSタイプの液晶を採用するなど改善しつつある。ただし視野角が狭い点などはビジネスノートとしては必ずしも欠点とはならず、むしろ横からのぞき見されにくい等の利点と考える向きもあった。また発色もグラフィックデザインなどでない限りはそれほど重視されてはおらず、文書作成などではノングレアの長時間の作業に向いた液晶が好まれる。ワイド画面主流化の中でも縦横比率3:4の機種が比較的遅くまで続いたのも同様のニーズによる。

## 無償リフレッシュサービス
2006年11月より、レッツノート 10周年記念の一環と銘打って無償でのPCリフレッシュサービスを実施していた。対象はT1/T2/Y2/R1/R2/R3/W2系。
基本サービスとしてトップケース交換・キーボード交換・HDDチェック・ウィルスチェック・ACアダプタチェック・一般動作確認・本体清掃・バッテリチェック（詳細診断込み）を行い、その他に不具合と判定した一部の部品（サイドカバー等）の無償交換などを実施していた（ただしバッテリは別途有償購入。天板、基板、HDD交換も有償）。返却時には詳細を記した報告書が担当者の名前入りで添付されていた。
当初は2007年の年始ぐらいで受付を終了する予定であったが、あまりの好評ぶりに急遽2007年4月20日まで申し込み受付を延長、その後2007年8月31日まで再延長した。1月22日から関東地区向けに秋葉原にある首都圏松下テクニカルサービスの拠点で持ち込み修理を受け付けていた（ただしウィルスチェックはしていない）。
現在はどちらも受付を終了している。

## ラインアップ
※アルファベット順、2021年11月現在
- 駆動時間・重量はすべて付属の標準バッテリーパックを使用。稼働時間はJEITA2.0に基づいた数値。
- 搭載OSは個人向けの2021年秋冬モデルが Windows 11 Pro、個人向けの2021年夏モデル以前および法人向けが Windows 10 Pro（法人向けはWindows 11 無償アップグレード対応）である。
- 76 cm 落下試験・100 kgf 加圧振動試験は全モデルで試験済み。
- XZ6 は2017年春モデルから新設された、レッツノートでは初めてとなるディスプレイの着脱が可能なデタッチャブルタイプ、SV シリーズは2018年春モデルで SV7 として新設された、レッツノート初のクアッドコアCPU搭載モデル、QV は2019年秋冬モデルで QV8 として新設された、クアッドコアCPUを搭載し、後述するRZシリーズよりも大きい12インチのフリップ式（回転式）コンバーチブルタイプ、 FV は2021年夏モデルで FV1 として新設された、縦横比率 3:2 の QHD 液晶を搭載し、ホイールパッドを大型化した14インチの大画面光学ドライブレスモデルとなる。
- RZ シリーズはディスプレイが360度回転する2軸ヒンジを採用したことで、タブレットとしての使用も可能なコンバーチブルタイプとなっており、タブレットスタイル使用時にキーボードやタッチパッドの誤動作を防ぐ「HOLD」ボタンも備えている。
- 個人向けモデルは一部を除くほとんどの機種で Office Home and Business 2021 をプリインストールしている。法人向けモデルにも Office プリインストールモデルが設定されている。
- LTE対応のワイヤレスWAN（SIMロックフリー仕様 (日本国内の通信事業者のみ利用可能)）を搭載したモデルが設定されており、カードサイズは nano SIM である。
- SV シリーズには、インテルとの共同開発によりインテル Evo プラットフォーム（法人向けモデルはインテル Evo vPro プラットフォーム）に準拠したモデルが設定されている。
- 本体カラーはシルバーが基本であるが、個人向けモデルは仕様によりブラックも設定され、さらに、LV8・QV8・SV9 にはシルバーボディをベースに、キーボード・天板・パッド・パッドリングをブラックとしたブラック&シルバー「EURO DRESS MODEL」も設定される。また、パナソニックショップのほか、グループ会社のパナソニック コンシューマーマーケティングが運営する公式通販サイト「Panasonic Store Plus（パナソニック ストア プラス）」で販売されている「カスタマイズレッツノート」では、本体カラーだけでなく、天板・キーボード・ホイールパッドのカラー選択も可能である（カラーの選択以外にも、CPU を vPro 仕様に、SSD の容量を最大4 TBまで選択可能にするなど、通常の個人向けモデルよりも高スペックにすることも可能で、専用カラーの設定に加え、盗難にも対応した特別保証の無償付帯やクリーニング・メンテナンスサービスの無償提供などの特典を受けることが可能な「プレミアムエディション」も設定されている）。
- LV8・LV9・SV8 の法人向けモデルと SV9 には、光学式ドライブ非搭載の1スピンドルモデルも設定されている。また、SV1とSV8の法人向けモデルには、日本を含む11の国と地域に同一仕様（国や地域ごとにACコードやキーボードの仕様が異なる）での導入が可能な「アジアモデル」も設定されている。
- LV8・LV9・SV8・SV9・QV8・QV9 は発売当初、個人向けモデルにも設定されていたが、LV1（法人向け専用）・SV1・QV1 へのモデルチェンジに伴い、XZ6 を含め、法人向けモデルのみの設定となり、一部の機種は在庫限りとなる。一方、RZ8は個人向けモデルのみの設定となる。

| 機種 | ディスプレイ         | 光学式ドライブ      | バッテリ稼働時間 [h] | 重量 [kg]     |
| ---- | -------------------- | ------------------- | -------------------- | ------------- |
| FV1  | 14インチ QHD液晶     | なし（1スピンドル） | 11.5 - 22            | 0.999 - 1.204 |
| LV1  | 14インチ Full HD液晶 | 内蔵/なし           | 11.5 - 18            | 1.18 - 1.385  |
| LV8  | 14インチ Full HD液晶 | 内蔵/なし           | 11.5 - 19            | 1.17 - 1.405  |
| LV9  | 14インチ Full HD液晶 | 内蔵/なし           | 11.5 - 18            | 1.18 - 1.405  |
| QV1  | 12インチ WQXGA+液晶  | なし（1スピンドル） | 11 - 11.5            | 0.949 - 0.979 |
| QV8  | 12インチ WQXGA+液晶  | なし（1スピンドル） | 10 - 10.5            | 0.949 - 0.979 |
| QV9  | 12インチ WQXGA+液晶  | なし（1スピンドル） | 11 - 11.5            | 0.949 - 0.979 |
| RZ8  | 10.1インチ WUXGA液晶 | なし（1スピンドル） | 10.5 - 11            | 0.75 - 0.78   |
| SV1  | 12.1インチ WUXGA液晶 | 内蔵/なし           | 12.5 - 19.5          | 0.929 - 1.169 |
| SV8  | 12.1インチ WUXGA液晶 | 内蔵/なし           | 14 - 20.5            | 0.919 - 1.124 |
| SV9  | 12.1インチ WUXGA液晶 | 内蔵/なし           | 12 - 20              | 0.919 - 1.169 |
| XZ6  | 12インチ QHD液晶     | なし（1スピンドル） | 9.0 - 18.5           | 1.019 - 1.224 |

## 過去に発売された機種

### 小型モバイルモデル
CF-11PRONOTE mini, ”レッツノート”ではないが直系の先祖。機械式トラックボール採用
AL-N0（1996年9月 - 1997年3月）レッツノートmini, CF-11のCPU換装バージョン
AL-N4（1997年11月 - 1998年3月）レッツノートmini, 8.4インチSVGA液晶・新筐体・光学式トラックボール
CF-M32（1998年6月 - 1998年8月）レッツノートmini/M32, Tillamook採用
CF-C33（1998年10月 - 1999年7月）レッツノートcomm/C33, 薄型筐体・カメラモジュール付属
CF-R1（2002年3月 - 2003年3月）
CF-R2（2003年5月 - 2004年4月）
CF-R3（2004年5月 - 2005年4月）
CF-R4（2005年5月 - 2006年4月）
CF-R5（2006年5月 - 2006年10月）
CF-R6（2007年3月 - 2008年3月）
CF-R7（2007年10月 - 2009年1月）
CF-R8（2008年10月 - 2010年4月）
CF-R9（2010年2月 - 2010年9月）レッツノートR（当初はレッツノートLIGHT R）, 10.4インチXGA液晶、R1は 1 kg を割る約 960 g の超軽量で約6時間稼動を実現し話題に。稼働時間は世代が変わるごとに延び続け、R3では約9時間に、R5では約11時間に延びた。R6からはデュアルコアCPUを内蔵した。R8では廉価版の「レッツノートLIGHT」も設定された。
CF-J9（2010年10月 - 2011年2月）
CF-J10（2011年2月 - 2013年5月）レッツノートJ, 10.1インチWXGA液晶、B5サイズのモバイルノートでは初めて標準電圧版のCPUを採用。パソコン本体へのキズや汚れを防ぐジャケット付属（着脱可能）。スタンダードモデルとハイパフォーマンスモデルの2タイプが用意されていた。
CF-AX2（2012年10月 - 2013年11月）
CF-AX3（2013年6月 - 2014年6月）レッツノートAX, 11.6インチ液晶（AX2L/AX2QはHD液晶、AX2A/AX2S/AX2T及びAX3はFull HD液晶）、ディスプレイが360度回転し、タブレットとしても使用できるコンバーチブルタイプのUltrabook。Ultrabookで初めて、電源をオンにしたままバッテリー交換ができるホットスワップ機能に対応。
CF-RZ4（2014年10月 - 2016年10月）
CF-RZ5（2016年1月 - 2021年3月）
CF-RZ6（2016年10月 - 2021年3月）
レッツノートRZ, 10.1インチWUXGA液晶、レッツノートAX後継となるディスプレイが回転するコンパーチブルタイプのUltrabookで、ディスプレイを高解像度化。

### モバイルモデル
AL-N1（1996年6月 - 1997年4月）レッツノート, 初代
AL-N2（1997年6月 - 1998年5月）レッツノート, 光学式トラックボール採用
CF-S21（1998年6月 - 1998年12月）
CF-S22（1998年11月 - 1999年4月）
CF-S23光学式トラックボール採用、標準バッテリーパックで5時間稼動可能。当時としては画期的な持続容量であった。
CF-S51（1998年11月 - 1999年8月）この機種から薄型パッドになった。
CF-A1（1999年9月 - 2000年3月）10.4インチXGA液晶搭載。無線デバイス (PIAFS)でモデムにアクセスできる機種もあった(CF-A1R)
CF-B5（2000年6月 - 2001年5月）光学式トラックボール復活
CF-A2（2001年6月 - 2001年7月）DDIポケット（後のウィルコム）の H"in モジュールを内蔵したモデル。
CF-A3（2002年3月 - 2002年4月）トラックボール採用モデル。
CF-T1（2002年11月 - 2003年2月）
CF-T2（2003年5月 - 2005年3月）
CF-T4（2005年5月 - 2006年4月）
CF-T5（2006年5月 - 2008年3月）
CF-T7（2007年10月 - 2009年1月）
CF-T8（2008年10月 - 2009年9月）
CF-T9（法人専用モデル）レッツノートT（当初はレッツノートLIGHT T）, 12.1インチXGA液晶、T4では約12時間、T5では約15時間の長時間バッテリ稼動を可能にした。
CF-N8（2009年10月 - 2010年1月）
CF-N9（2010年2月 - 2011年2月）
CF-N10（2011年2月 - 2012年2月）レッツノートN , 12.1インチWXGA液晶、N10では約16.5時間のバッテリ稼働時間を達成。
CF-NX1（2012年2月 - 2012年7月）
CF-NX2（2012年6月 - 2013年11月）
CF-NX3（2013年9月 - 2014年1月）
CF-NX4（2015年1月 - 2016年10月）レッツノートNX , 12.1インチHD+液晶、ACアダプタ2種類（常に充電できる標準タイプと壁のコンセントに直接差し込めるウォールマウントプラグ付のミニタイプ）及びバッテリー2種類（軽量タイプ・標準タイプ）を同梱（後述のCF-SX1 (SX1G)も同様）。NX4は法人向け専用モデル。
CF-C1（2010年6月 - 2012年9月）レッツノートC, 12.1インチWXGA液晶、指操作・ペン入力ができる静電式タッチパネル+電磁誘導方式ペンセンサー（デジタイザ）を搭載し、画面が回転してタブレットとしても使用できるコンバーチブルタイプ。ヒンジ部分は回転部分と開閉部分を別々にして応力を分散させることで強度を持たせた独自の「トリプルヒンジ構造」を採用。
CF-MX3（2014年1月 - 2015年6月）
CF-MX4（2015年1月 - 2016年2月）
CF-MX5（2015年10月 - 2017年6月）レッツノートMX, 12.5インチFull HD液晶、指操作・付属のタッチペンによるペン入力ができる静電式タッチパネルを搭載し、画面が360度回転してタブレットとしても使用できるコンバーチブルタイプ。機種により、ドライブレス (Ultrabook)モデル、DVDスーパーマルチドライブ搭載モデル、Blu-ray Discドライブ搭載モデルが用意されていた。また、MX3の法人向けにはタッチパネル非搭載のクラムシェルモデルがラインナップされていた。

### 光学式ドライブ内蔵（2スピンドル）モデル
CF-A44（1998年12月 - 1999年5月）/A77（1999年6月 - 1999年8月）スリムでありながら光学ドライブを搭載。着脱式のため、大容量バッテリに差し替え可能であった。
CF-M1（1999年9月 - 2000年4月）11.3インチXGA液晶。CD-ROMドライブベイには他にオプションのセカンドバッテリを接続可能。
CF-M2（2000年6月 - 2001年5月）11.3インチXGA液晶、CFスロット搭載。CDドライブベイにオプションのセカンドバッテリを接続可能。光学ドライブはCD-R/RW、プライベートキーも装備。
CF-W2（2003年6月 - 2005年4月）
CF-W4（2005年5月 - 2006年4月）
CF-W5（2006年5月 - 2008年3月）
CF-W7（2007年11月 - 2009年1月）
CF-W8（2008年10月 - 2009年9月）
CF-W9（2010年3月 - 2012年10月）レッツノートW , 12.1インチXGA液晶、二枚貝のように開く独自の「シェルドライブ」を採用。W4ではスーパーマルチドライブに。W9は法人専用モデル
CF-S8（2009年10月 - 2010年1月）
CF-S9（2010年2月 - 2011年2月）
CF-S10（2011年2月 - 2012年4月）レッツノートS , 12.1インチWXGA液晶、S10では約16.5時間のバッテリー稼働時間を達成。
CF-SX1（2012年2月 - 2013年2月）
CF-SX2（2012年6月 - 2013年11月）
CF-SX3（2013年9月 - 2015年6月）
CF-SX4（2015年1月 - 2016年10月）レッツノートSX , 12.1インチHD+液晶、SX1にはWindows 7 Home Premium搭載モデル（SX1W・SX1X）が、SX3にはWindows 8.1 Proのダウングレード権を行使して、あらかじめWindows 7 Professonalにダウングレードしたモデルもラインナップされていた。また、SX2・SX4の法人向けモデルにはACアダプターとバッテリーパックを差し替えることで日本を含むアジアの10の国・地域で使用できる「アジアモデル」も設定されていた。
CF-SZ5（2015年11月 - 2020年3月）
CF-SZ6（2016年10月 - 2020年3月）レッツノートSZ , 12.1インチWUXGA液晶
CF-SV7（2018年10月 - 2021年3月）レッツノートSV , 12.1インチWUXGA液晶

### 大画面モバイル
AL-N3（1997年7月 - 1998年10月）レッツノートACE, 光学ドライブ内蔵A4サイズモバイル。
CF-L1（1999年11月 - 2000年9月）13.3インチXGA液晶搭載。FDDはUSB接続になっているがブート可能設定できる。薄型CD-ROMドライブはオプションのセカンドバッテリーと交換可能。
CF-L2（2001年6月 - 2002年4月）A2と同じく、H"inモジュールを内蔵したモデル。
CF-Y2（2004年2月 - 2005年4月）
CF-Y4（2005年5月 - 2006年4月）
CF-Y5（2006年5月 - 2008年3月）
CF-Y7（2007年5月 - 2009年1月）
CF-Y8（2008年10月 - 2009年4月）
CF-Y9（法人専用モデル）レッツノートY , 14.1インチSXGA+液晶、シェルドライブ内蔵、Y5からはキーボードが完全防滴仕様に。
CF-F8（2008年11月 - 2010年1月）
CF-F9（2010年1月 - 2011年2月）
CF-F10（2011年2月 - 2011年4月）レッツノートF , 14.1インチ液晶（F8の一部モデルはWXGA液晶、それ以外はWXGA+液晶）、本体一体型ハンドル（収納式）内蔵。
CF-B10（2011年3月 - 2012年5月）
CF-B11（2012年5月 - 2013年11月）レッツノートB , 15.6インチFull HD液晶，Windows7Professional版とWindows8Pro版がある
CF-LX3（2013年9月 - 2015年6月）
CF-LX4（2015年1月 - 2016年10月）
CF-LX5（2015年10月 - 2017年1月）
CF-LX6（2016年10月 - 2018年10月）
レッツノートLX , 13.3インチHD/14インチワイドHD+/14インチFull HD液晶
CF-LV7（2018年6月 - 2021年3月）
レッツノートLV , 14インチFHD/WUXGA液晶

## その他
レッツノートはアルファベットと数字で構成されており、アルファベットがシリーズ名、数字が世代を意味する。なお、アルファベットは当初1文字だったが、2012年2月発売のNX・SXからアルファベットが2文字となり、現行モデルでは全シリーズアルファベットが2文字となっている。品番ではさらにアルファベットや数字（個人向けの現行モデルの場合5文字）が続いており、仕様により異なっている。
タイプ違いの場合、寸法やドライブベイの有無など外観に差があるため判別しやすいが、複数の世代で筐体が流用されることもあり、世代間の判別が難しいものもある。同じタイプでも世代が異なると性能や機能に差があり、特に「1」から「3」までの機種では大幅な改良が加え続けられたため、例えばモニター裏側の強度やキー配置、バッテリー駆動時間、USBポートの位置などに大きな差がある。店頭に旧機種が置かれていることは少ないが、中古品やネットでの購入時には注意が必要である。特にT1はマザーボードや電源周辺が壊れやすいという報告が多い。また、R1には大きく分けて初期型 (R1R, R1P) と後期型 (R1M, R1N) がある。同一筐体を採用しながらマザーボードやチップセット等が異なり、最大メモリ容量も、前者は 256 MB、後者は 768 MB までと異なっている。

## 登場作品

### アニメ
ヱヴァンゲリヲン新劇場版:破
シン・エヴァンゲリオン劇場版
主要人物が作中で使用。なお実際にこの作品とのタイアップ商品が用意されている。
小鳥遊六花・改 〜劇場版 中二病でも恋がしたい!〜
劇場ポスター及び前売り券に登場。
甘城ブリリアントパーク

### 映画
コード・ブルー -ドクターヘリ緊急救命-
シン・ゴジラ

### 漫画
BLOODY MONDAY

### 小説
エロマンガ先生
主人公の和泉正宗が小説を書くのにAXシリーズを使用。コミックにも登場する。
妹さえいればいい。
主人公の羽島伊月が小説を書くのに使用。高校受験終了後、父親からお古のレッツノートをもらい、それ以降買い換えたノートパソコンは全て”レッツノート”である。

### テレビドラマ
孤独のグルメ
主人公の井之頭五郎が使用している。